# Евтимий I Костурски
Евтимий (на гръцки: Ευθύμιος, Евтимиос) е православен духовник от XVI век, костурски митрополит на Охридската архиепископия.

## Биография
Евтимий оглавява костурската катедра в XVI век. Хронологията на управлението му в Костур е определна от синодално решение на патриарх Йоасаф II Константинополски от 1564 година, което Евтимий съподписва като костурски митрополит и което се отнася до Метеора.